# Vielleicht, vielleicht auch nicht
Vielleicht, vielleicht auch nicht (Originaltitel: Definitely, Maybe) ist eine romantische Komödie aus dem Jahr 2008 von Regisseur Adam Brooks, in der Ryan Reynolds, Rachel Weisz, Elizabeth Banks, Isla Fisher, Kevin Kline und Abigail Breslin die Hauptrollen spielen.

## Handlung
William Hayes ist Agent in einer Werbeagentur in New York. Jeden Dienstag und Freitag holt er seine Tochter Maya von der Schule ab, da seine Frau sich von ihm scheiden lassen will und es für ihn die einzige Möglichkeit ist, seine Tochter zu sehen. Als er am Tag der Zustellung seiner Scheidungspapiere Maya abholen will, herrscht an der Schule seiner Tochter Aufruhr, da an diesem Tag Sexualkunde unterrichtet wurde. Nachdem Maya auch ihn darüber ausfragt, will sie die Geschichte von Will und ihrer Mutter erzählt bekommen. Als Maya beginnt, Will damit zu nerven, erzählt er ihr schließlich die Geschichte, jedoch verändert er Namen und Fakten, so dass Maya raten muss, wer von den drei Frauen im Leben ihres Vaters ihre Mutter ist. Wills Geschichte wird in langen Rückblenden erzählt, die immer wieder von Mayas Fragen und Anmerkungen unterbrochen werden.
Wills Geschichte beginnt am Neujahrstag 1992 in Madison, Wisconsin. Will ist total verliebt in seine Collegeliebe Emily Jones, bevor er als idealistischer Jungpolitiker nach New York geht, um bei Clintons Wahlkampfkampagne mitzumachen. Emily gibt Will ein verschlossenes Paket mit, das er ihrer Freundin Summer Hartley, einer Journalistin, geben soll. In New York angekommen, trifft er im Wahlkampfbüro auf April Hoffman, die an der Clinton-Kampagne nur mitarbeitet, da sie dort mehr Geld verdient als beim Babysitten. Nachdem Wills Mitbewohner ihn überzeugt hat, öffnet er das Paket und findet Summers Tagebuch darin. Er liest es und stößt auf Seiten, die eine Affäre zwischen Emily und Summer beschreiben. Daraufhin sucht er Summer auf, um ihr das Tagebuch zu bringen, jedoch ist dort nur ihr Liebhaber Hampton Roth, ein berühmter Autor und ihr Professor. Die beiden trinken etwas und Will schläft ein. Als Summer ihn weckt, übergibt er ihr das Tagebuch, beim Gehen küsst sie ihn vor ihrer Wohnungstür und sagt, dass sie ihre Neugier „kultivieren“ müsse.
Als Will in einem Laden April trifft und er eine Wette verliert, begleitet er sie auf eine Party. Nachdem sie Will auf seine Beziehung zu Emily angesprochen hat, zeigt er ihr den Verlobungsring, den er für Emily hat. Sie fordert ihn auf, mit ihm die Prozedur des Antrags zu üben. Daraufhin antwortet April auf Wills Frage „Vielleicht, vielleicht auch nicht“. Die beiden gehen zu Aprils Wohnung zurück, wo sie mehrere Ausgaben von Jane Eyre gesammelt hat. Sie erklärt Will, dass ihr Vater, kurz bevor er gestorben ist, ihr das Buch mit einer Widmung zu ihrem 13. Geburtstag geschenkt hat. Nachdem jedoch Aprils Mutter das Haus der beiden verkauft hat, ist ihre Ausgabe verloren gegangen. Seit dieser Zeit sucht sie in Antiquariaten nach dem Buch mit der Widmung ihres Vaters. Als Will und April sich küssen, will er nur noch schnell los und ärgert sich über sich selbst.
Auf dem Weg zu seinem Hotelzimmer sieht er Emily in den Fahrstuhl seines Hotels steigen, so dass Will gezwungen ist, statt des Fahrstuhls die Treppe zu nehmen. Trotzdem kommt er nach Emily in seinem Zimmer an. Als die beiden im Central Park spazieren gehen, fragt Will Emily, ob sie ihn heiraten wolle. Emily unterbricht ihn jedoch abrupt, um ihm zu sagen, dass sie mit Wills Mitbewohner von seinem College geschlafen hat. Als Clinton die Kandidatenwahl in New York gewonnen hat, kann Will sich nicht richtig freuen – April versucht ihn zu trösten.
Als Clinton dann auch die Präsidentschaftswahlen gewinnt, bekommt Will 1994 seine Chance als Redenschreiber für einen Kandidaten, der sich für den Posten des Gouverneurs von New York beworben hat. April macht nach Kurt Cobains Tod mit ihrem Freund Schluss und fängt an zu reisen. Will und sie werden zu Brieffreunden, da sie sich immer häufiger erst Postkarten und später auch Briefe schicken. Auf einer Rede von Hampton Roth trifft Will Summer wieder. Roth überzeugt dabei Summer, dass sie mit Wills Einfluss einen Artikel schreibt. Daraufhin beginnen die beiden eine Beziehung miteinander. Nach einer Aortenruptur von Roth ist auch April wieder in New York. Diese ist jedoch verärgert, als Will einen Verlobungsring für Summer vom Juwelier abholt, da sie davon nichts gewusst hat. Als jedoch Summer einen Enthüllungsartikel über Wills Boss schreibt, ist für Will auch diese Beziehung beendet.
Nach Clintons Wiederwahl und dessen Verwicklung in die Lewinsky-Affäre fängt der desillusionierte Will zu trinken an. Nach seiner Geburtstagsparty, die April für ihn organisiert hat, gesteht er ihr seine Liebe und vergrault sie im gleichen Augenblick, da er ihr unterstellt, keine Lebenserfahrung zu haben. Jahre später findet Will Aprils Ausgabe von Jane Eyre mit der Widmung ihres Vaters in einem Antiquariat und will es April vorbeibringen. Er trifft dort aber nur Olivia, Aprils WG-Kollegin, an, die ihm mitteilt, April sei noch in der Universität, wo sie ein Aufbaustudium begonnen habe. Da sie jedoch bald zurück sein soll, entschließt er sich, auf sie zu warten. In der WG macht er dann jedoch mit Kevin, Aprils neuem Freund, Bekanntschaft, worauf ihm die Lust aufs Warten vergeht und er die WG verlässt. Auf dem Heimweg trifft er Summer, die ihn zu einer Party einlädt, auf der sie sich mit jedem versöhnen will, den sie je verletzt hat. Auf der Party trifft Will Emily wieder, die nach New York gezogen ist, da sie dort einen Job angenommen hat.
Daraufhin findet Maya aufgrund einer Geste heraus, dass Emily ihre Mutter ist. Später verrät Will Maya sein „Happy End“: Maya. Nachdem Maya, Emily und Will im Zoo waren, unterschreibt Will die Scheidungspapiere. Als er in einem Karton kramt, findet er das Buch Jane Eyre mit der Widmung und beschließt es April vorbeizubringen. April erzählt Will von der Trennung von ihrem letzten Freund, woraufhin ihr Will das Buch übergibt. Er will ehrlich sein und so erzählt er ihr, dass er das Buch schon jahrelang hat. Da sie enttäuscht ist, dass er es schon über Jahre hinweg besitzt, sagt sie ihm, er solle gehen, was er wortlos macht.
Maya stellt dann ihren Vater zur Rede, warum er die Namen aller Personen geändert und nur den Namen von April beibehalten hat. Als Antwort auf die Frage fährt er mit Maya zu Aprils Wohnung. Maya will, dass ihr Vater April seine Geschichte erzählt, jedoch öffnet April nicht. Nachdem Maya und Will im Begriff sind, zu gehen, läuft April ihnen hinterher und fragt Will nach der Geschichte. Er sagt zu ihr, dass er das Buch über die Jahre behalten hat, da es das Einzige ist, was ihm von ihr geblieben ist. Der Film endet damit, dass sich April in Wills Arme wirft und ihn küsst.

## Kritik
„Eine auf uneingeschränkte Harmonie abzielende romantische Komödie. Sie setzt zwar auf eher weniger originelle, anspruchslose Wendungen, unterhält aber dank der soliden Darsteller dennoch sympathisch.“

## Umsatz
An seinem Premierenwochenende Ende Januar 2008 spielte der Film in 2.204 Kinos in den USA und Kanada 9,7 Mio. US-Dollar ein. Bis 2. April 2008 hatte er bereits rund 44,5 Mio. US-Dollar weltweit eingespielt.